# Sampaio (kommun)
Sampaio är en kommun i Brasilien.   Den ligger i delstaten Tocantins, i den centrala delen av landet, 1 200 km norr om huvudstaden Brasília. Antalet invånare är 3 868.
Omgivningarna runt Sampaio är huvudsakligen savann. Runt Sampaio är det ganska glesbefolkat, med 34 invånare per kvadratkilometer.